# Diplotaxis juquilensis
Diplotaxis juquilensis är en skalbaggsart som beskrevs av Bates 1888. Diplotaxis juquilensis ingår i släktet Diplotaxis och familjen Melolonthidae. Inga underarter finns listade i Catalogue of Life.